# 涅任斯基农村居民点
涅任斯基农村居民点（俄语：Нежинское сельское поселение）是俄罗斯联邦伏尔加格勒州奥利霍夫卡区所属的一个农村居民点。其下辖有3个居民点，行政中心为涅任斯基。据2016年统计，该农村居民点的人口为789人。